# Kao Corporation
Kao Corporation (花王株式会社 Kaō Kabushiki-gaisha) er en japansk kosmetikvirksomhed med hovedkvarter i Tokyo.
Der er 33.409 ansatte.